# King Alfred's Tower
La King Alfred's Tower o Alfred's Tower è un capriccio architettonico collocato nella tenuta di Stourhead, vicina a Mere, nella contea del Somerset. L'edificio prende il nome da Alfredo il Grande, re del Wessex vissuto nel nono secolo. La torre appartiene al National Trust e rientra fra i monumenti classificati di primo grado.

## Storia

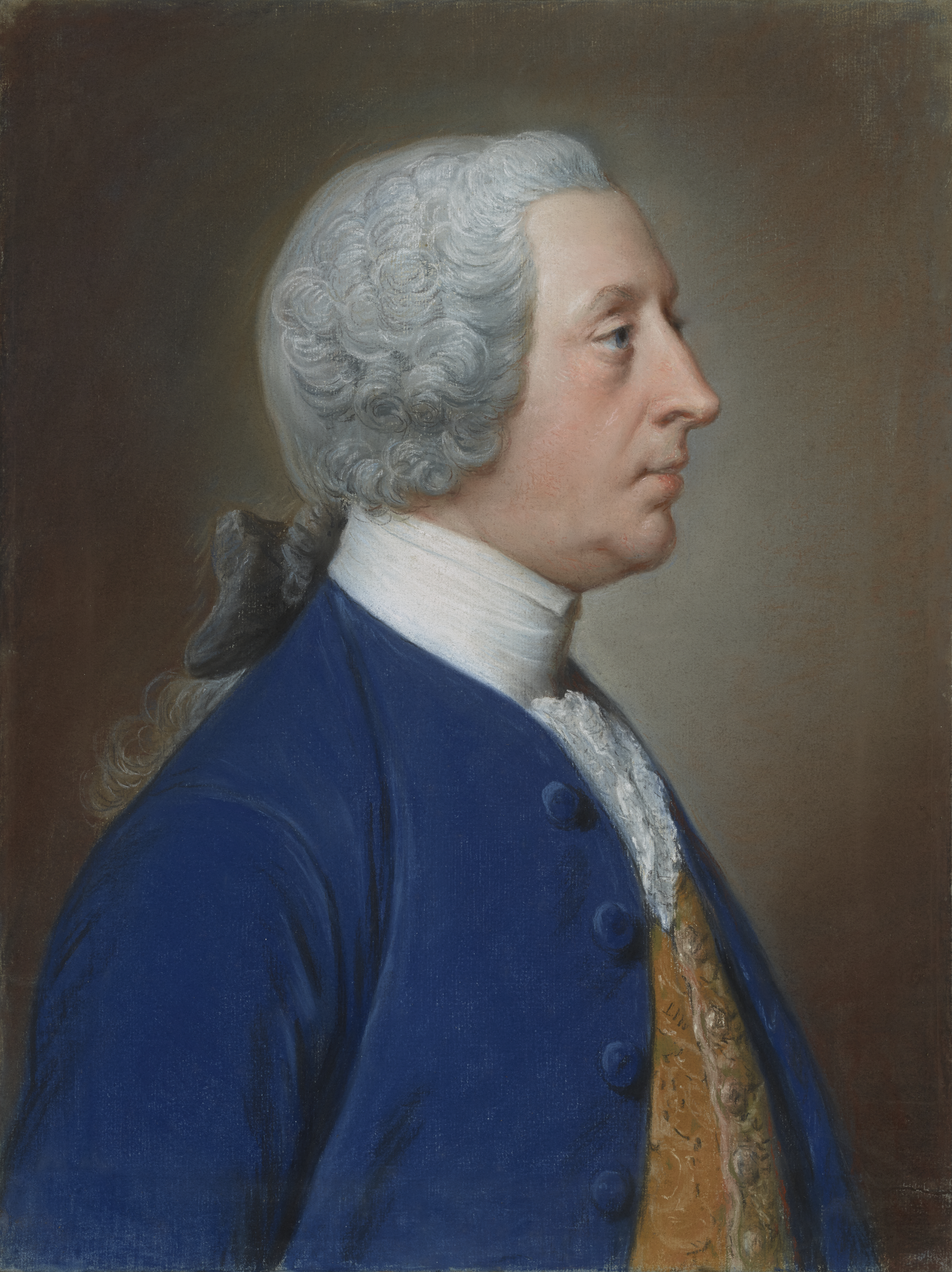
Henry Hoare II

La King Alfred's Tower fu concepita dal banchiere Henry Hoare II nel 1762 per commemorare la fine della guerra dei sette anni contro la Francia e l'ascesa di re Giorgio III. Si decise di posizionare la struttura vicino a "Egbert's stone", dove si pensa che Alfredo il Grande radunò i Sassoni nel maggio 878 prima della battaglia di Ethandun, durante la quale fu sconfitto l'esercito danese guidato da Guthrum. Inoltre, la torre doveva fungere da attrazione per coloro che visitavano il parco della tenuta di Stourhead. Il progetto della struttura fu creato nel 1765 dall'architetto palladiano Henry Flitcroft mentre la costruzione iniziò nel 1769 (secondo altre fonti agli inizi dell'anno seguente). Stando alle fonti, i mattoni utilizzati per erigere il capriccio architettonico giunsero sul posto in ritardo. Nell'aprile del 1770, quando la torre aveva raggiunto soltanto 4,7 metri di altezza, Hoare dichiarò:
 La King Alfred's Tower fu ultimata nel 1772 e il suo costo stimato tra le 5.000 e le 6.000 sterline inglesi.

Nel 1938, riferendosi alla King Alfred's Tower, Christopher Hussey scrisse:
Nel 1944, la torre fu danneggiata dallo schianto di un aereo Noorduyn Norseman che causò la morte di cinque membri dell'equipaggio e ingenti danni ai 10 metri della parte più alta della struttura. Nel 1986 la King Alfred's Tower fu restaurata e venne utilizzato un elicottero Westland Wessex per calare dall'alto una pietra di 300 chilogrammi sulla cima. In tale circostanza fu anche restaurata la statua di Re Alfredo e sostituto il suo avambraccio destro mancante.

## Descrizione
La King Alfred's Tower si trova su Kingsettle Hill, nella magione di Stourhead (Inghilterra), ha una pianta a triangolo equilatero racchiudibile in una circonferenza di 51 metri e sfiora i 50 metri di altezza. Ciascuno dei suoi tre angoli presenta una sporgenza rotonda. La piattaforma panoramica, che presenta un parapetto merlato e offre una vista sulla campagna circostante, è raggiungibile grazie a una scala a chiocciola di 205 gradini posta nell'angolo più lontano dall'ingresso. Il centro della torre è cavo e sormontato da una griglia che serve a impedire agli uccelli di entrare. La torre è composta da mattoni di pietra Chilmark.
La facciata "frontale" della torre ha una porta d'ingresso sovrastata da un arco a sesto acuto, una statua di re Alfredo e un pannello di pietra con un'iscrizione commemorativa che recita:
AD 879 on this Summit

Erected his Standard

Against Danish Invaders

To him We owe The Origin of Juries

The Establishment of a Militia

The Creation of a Naval Force

ALFRED The Light of a Benighted Age

Was a Philosopher and a Christian

The Father of his People

The Founder of the English

MONARCHY and LIBERTY»
Alfredo il Grande

Eresse la sua base

Contro gli invasori danesi

A lui dobbiamo l'origine delle giurie

L'istituzione di una milizia

La creazione di una forza navale

Alfredo, luce in un'epoca ottenebrata

Era un filosofo e un cristiano

Il padre del suo popolo

Il fondatore degli inglesi

Monarchia e libertà»
La torre segna l'inizio del Leland Trail, un sentiero lungo 45 chilometri che giunge fino a Ham Hill Country Park.

## Galleria d'immagini

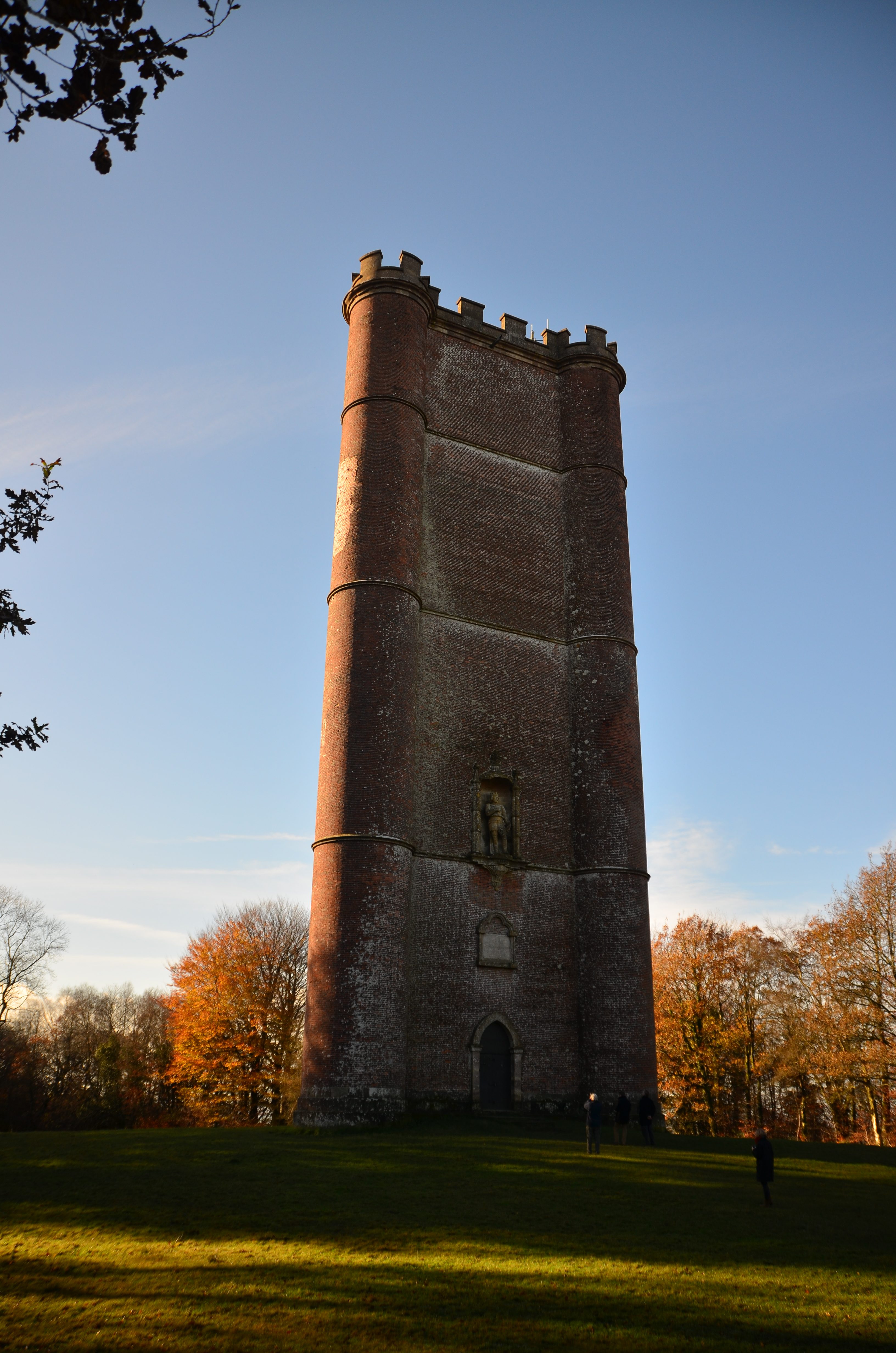
La facciata dell'ingresso
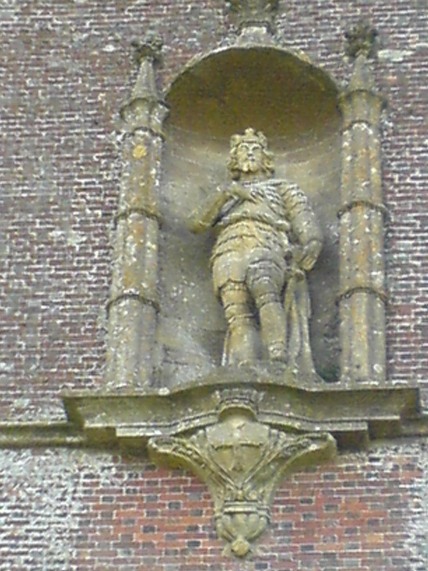
Particolare della statua di Re Alfredo che sovrasta l'ingresso
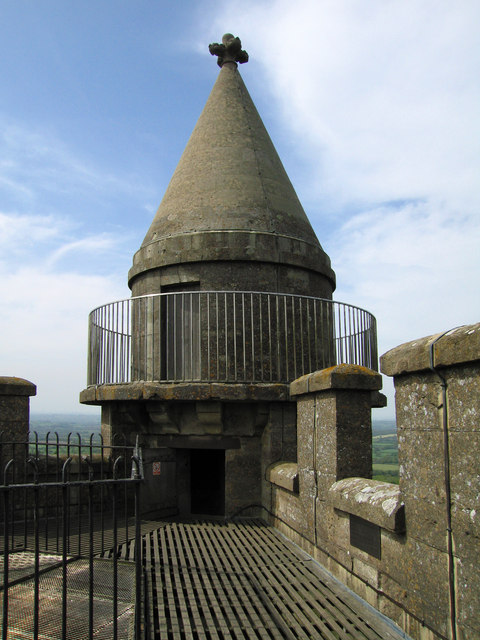
Particolare del tetto
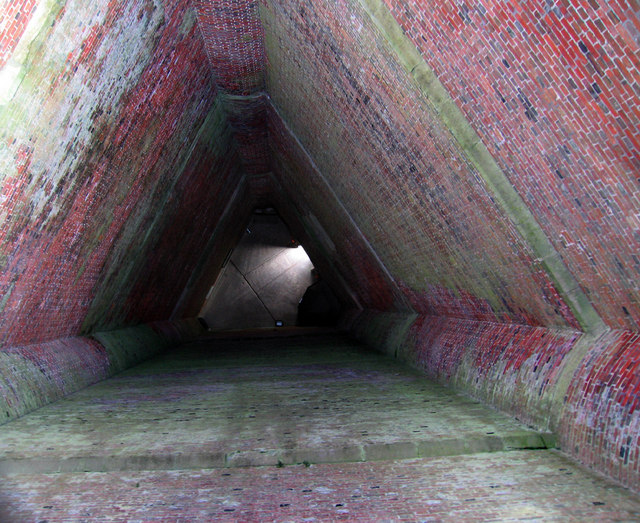
La cavità interna dell'edificio